# B*Witched
Cet article possède un paronyme, voir Bewitched.
B*Witched est un girls band irlandais de pop, originaire de Dublin. Il connait un succès en Europe et en Amérique du Nord entre 1998 et 2000. Le 18 octobre 2012, B*Witched annonce sa réunion pour la série-documentaire The Big Reunion en 2013, diffusée sur ITV2. En mai 2013, B*Witched sort son nouveau morceau Love and Money qui sortira dans leur nouvel EP, Champagne or Guinness.
Leurs deux premiers albums et huit premiers singles entrent dans le top 20 des charts britanniques. 

## Histoire

### Débuts et succès
Le groupe original est composé de sœurs jumelles Edele et Keavy Lynch, Sinéad O'Carroll et Lindsay Armaou. Le nom est volontairement écrit avec un astérisque pour éviter la confusion avec le groupe de black metal suédois Bewitched.
B*Witched sort son premier single C'est la vie le 25 mai 1998, avant leur premier spectacle à l'école primaire Lawmuir à Bellshill dans le cadre de l'anniversaire des 20 ans de Jobee. Malgré des critiques mitigées, le titre atteint la première place du UK Singles Chart, faisant de B*Witched le plus jeune groupe de filles à être numéro un au Royaume-Uni  (un exploit qui a depuis été surpassé par les Sugababes et Little Mix). Après sa sortie aux États-Unis, la chanson se classe au neuvième rang du Billboard Hot 100. Les singles suivants Rollercoaster, To You I Belong et Blame It on the Weatherman ont également atteint la première place du classement britannique. Elles interprètent également la chanson thème de la série télévisée d'animation du samedi matin Sabrina (série télévisée d'animation). Leur premier album éponyme, sorti en octobre 1998, atteint la troisième place du UK Albums Chart et est certifié double disque de platine au Royaume-Uni. L'album atteint également atteint la douzième place du Billboard 200 et est certifié disque de platine aux États-Unis.
Le groupe se sépare en 2002 après avoir été renvoyé par leur label. En 2006, les sœurs Lynch forment un nouveau groupe, Ms. Lynch, qui joue régulièrement les chansons de B*Witched lors de leurs concerts.

### Retour
En 2013, le groupe se reforme pour l'émission de télé-réalité anglaise The Big Reunion. Une tournée est réalisée avec d'autres groupes à la suite de cette émission. En mai 2013, B*Witched sort son nouveau morceau Love and Money. En 2014, le groupe sort un nouvel EP intitulé Champagne or Guinness.
En mars 2021, B*Witched commence à animer un nouveau podcast intitulé Starting Over with B*Witched,. En 2023, B*Witched sort le single Birthday célébrant son 25e anniversaire,.

## Discographie

### Albums studio
- 1998 : B*Witched
- 1999 : Awake and Breathe
- 2014 : Champagne or Guinness